# Peter Bracken
Pour les articles homonymes, voir Bracken.
Peter Pio Patrick Bracken, est né le 1er décembre 1977 à Tullamore. C’est un joueur de rugby à XV, qui joue avec l'équipe d'Irlande A, évoluant au poste de pilier (1,88 m et 117 kg). Il joue actuellement avec le club des Bristol Rugby.

## Carrière
Il a débuté avec le club de Connacht (2001-2005) puis a été transféré aux Wasps en 2005. Il joue depuis 2007 pour le club de Bristol Rugby. Avec les Wasps et Bristol, il joue en Coupe d'Europe et dans le championnat d'Angleterre. Il a joué 17 matchs de Challenge européen avec Connacht. Il a joué avec l'équipe d'Irlande des moins de 18 ans et l'équipe A.Bracken s'est engagé pour la saison 2010/2011 avec le club de l'US Carcassonne (Pro D2 française).

### Parcours en club
- 2001-2005 : Connacht  Irlande
- 2005-2007 : London Wasps  Angleterre
- 2007-2009 : Bristol Rugby  Angleterre
- 2009-2010 : Newport Gwent Dragons  Pays de Galles
- 2010-2011 : US Carcassonne  France